# Odense Havn
Odense Havn, grundlagt 1803, er Danmarks syvende største erhvervshavn målt på omsætning.
Havnen består primært af Indre Havn for enden af Odense Kanal samt det tidligere Lindøværftet i Munkebo, der var placeret i tilknytning til Odense Staalskibsværft. I alt strækker havnens arealer sig over et landareal på 8,5 mio. m², inklusiv Odense Dryport, og et vandareal på knap 1 mio. m². Dermed er det landet største erhvervshavn målt på areal. 
Siden Lindøværftet i Munkebo lukkede i 2012 har en omfattende transformation været i gang, hvor havnen gik fra at være skibsværft til i dag at være en af Europas førende produktionshavne inden for offshore vind. Over 120 virksomheder holder til på havnen, hvoraf de største tæller skibsreparationsværftet Fayard, de globale vindmølleproducenter Vestas og Bladt Industries sammen med H.J. Hansens genanvendelsesindustri.  

## Historie
Havnens historie falder i to dele; en lang periode før der var en egentlig havn og området bestod af Næsbyhoved Sø med flere små øer, behersket af Næsbyhoved Slot, samt en nyere periode, der begynder i slutningen af 1700-tallet, hvor stiftsamtmand Friedrich Buchwald foreslog at grave en kanal fra Odense Fjord ind til byen, således at der kunne etableres en egentlig havn.

### Før kanalen
Odense var ved byens grundlæggelse i vikingetiden tilgængelig af vandvejen via Odense Å. Gradvist sandede åen dog til, og de større skibe kunne ikke gå helt ind til byen, og anløb ofte ved middelalderhavnen ved Biskorup, længere nede ad åens løb.
Biskorup var dog også en midlertidig løsning, og større skibe, der havde last med destination i Odense, måtte efter tilsanding og en storm i 1572 søge andre havne.
Odense Fjord var og er meget lavvandet, og var derfor ikke en sejlbar mulighed.  Indtil forholdene blev forbedret, benyttede købmænd bosiddende i Odense, enten havnene i Stige, Munkebo eller Kerteminde.
Odenses handel var hæmmet af den manglende tilgængelighed både til lands og til vands, og flere røster krævede forbedring i løbet af 1600- og 1700-tallet.
Besejlingen af Odense blev først forbedret med anlæggelsen af en ladeplads ved Skibhusene i midten af 1600-tallet. Man markerede de dybeste og mest sejlbare dele af fjorden, og forsøgte af den vej at lette transporten. Et andet, mere ambitiøst forslag, blev fremlagt af Salomon von Haven i 1750'erne, der som den første foreslog udgravningen af en kanal. Haven, der var præst, havde dog regnet håbløst forkert, og hans forslag fik aldrig megen opmærksomhed.
Der var først, da stiftsamtmand Friedrich Buchwald i 1794 tog initiativ til at grave en kanal fra Odense Fjord og ind til byen, at der kom gang i udviklingen. Buchwald var stærkt inspireret af det engelske kanalbyggeri, og havde eksperimenteret med kanaler på sit private gods Gudumlund i Nordjylland. Buchwald har senere lagt navn til Buchwaldsgade, der forbinder Skibhuskvarteret med havneområdet, for netop at vise hans betydning for Odense og havnen.
Den fem km lange kanal fra fjord til by, blev påbegyndt i 1796 og gravet ved håndkraft i løbet af 8 år. Ingeniør Johan Wegener, der havde erfaring fra bygningen af Ejderkanalen, ledede arbejdet. Han kunne, trods sin erfaring, ikke hindre at budgettet skred voldsomt, og det tog lidt længere end ventet at få kanalen færdig. Man satsede på at få en kanal og havn, der var max. 15 meter bred og 3 meter dyb. 
Yachten Neptunus kunne som det første skib sejle officielt ind i Odense Havn 7. oktober 1803.

### Kanalen og den moderne havn
Odense Havn og kanal stod nogenlunde færdige i 1804, men havde de følgende år stadig store udgifter til vedligehold og forbedring, og først i 1806 stod havnen helt færdig. Nogle købmænd var stadig så frække at benytte ladepladsen ved skibhusene for at undgå kanaltolden, men det fik byen hurtigt rådet bod på.
Havnen var ubebygget de første år, og først i 1807 kom den første bygning, kanalfogedboligen. Den ligger stadig på sin oprindelige plads, ligesom toldboden fra 1848.
Havnen var i de første år ejet af staten, men blev i 1858 købt af Odense by for 100.000 rigsdaler.
Den stigende Industrialisering stillede større krav til havnen, og dampskibenes gennembrud krævede en større dybde end de tre meter havnen var bygget til – derfor måtte der allerede udbygges med et nyt bassin øst for det gamle i 1885, ligesom kanalen blev gravet dybere i 1875 og 1883-83, og fik et næsten nyt, dybere og mere lige kanalforløb i 1904. Havnen tjente efter udvidelserne i 1880'erne godt med penge, og man forbedrede i løbet af de kommende år faciliteterne væsentligt med svajepladser, udvidelser i bund og bredde, samt nyt bolværk – blandt andet for at tækkes den vigtige englandsfart mellem Odense og Newcastle.Indførslen var de fleste år dog mere betydelig end udførslen.
Virksomheder blev etableret på havnen, og specielt Odense Kalkværk fyldte godt op sammen med N.F. Hansens Odense Værft. Muus' pakhus, der stadig ligger mellem det første bassin og Østre Havnebassin blev bygget for at støtte den voksende kornhandel. Pakhuset lå ensomt på havnen indtil flere andre firmaer begyndte at bygge efter år 1900, hvor stadigt flere og større skibe begyndte at anløbe havnen.
Den stadigt stigende tonnage betød flere uddybninger i 1920'erne, hvor dybden endte på 7,5 meter. Odenses vigtighed i den indenlandske handel var dog også et vigtigt incitament i fastholdelsen af havnens konkurrencedygtighed.
Den hektiske byggeaktivitet resulterede i en blanding af træ- og betonbygninger. Efter den store havnebrand i 1925 var det dog slut med de brandfarlige træpakhuse. En af de virksomheder, der blev grundlagt i denne periode var Odense Staalskibsværft, der senere flyttede til Lindø.
Under krigen var der mange arbejdsløse, og man ville fra statslig side gerne starte projekter, der kunne få dem igangsat – så blev de heller ikke sendt til Tyskland for at arbejde. Odense Havn udnyttede muligheden, og fik udvidet bassinerne med håndkraft. Der var også betydelig sabotage rettet mod tyske skibe der anløb havnen.
Havnen oplevede endnu et byggeboom i 1950'erne, hvor korn- og foderstofindustrien opførte de mange høje betonsiloer, der dominerer området endnu. Havnens seneste udvidelse blev en realitet i 1964, hvor et nyt vestligt bassin, Bassin III, kunne indvies. 
Havnen var dog under stærk konkurrence i disse år, da en stigende del af indenrigstransporten blev overtaget af lastbilerne og eksporten flyttede til Esbjerg. Odense Havn holdt dog fast ved sin betydning i ganske lang tid, fx styrket af Fynsværkets byggeri i 1953. Byggeriet på havnen gik i stå efter byggeboomet 1950-1970, og fra 1970'erne begyndte afviklingen af den egentlige industrihavn.
Som led i ønsket om større vanddybde og en mere direkte sejlrute etableredes Lindø-terminalen i Munkebo i 1992. Terminalen betjener i dag størstedelen af skibstrafikken til og fra Odense. De inderste dele af havnens areal er i disse år under omdannelse til en ny bydel, der både kommer til at rumme eksklusive liebhaverlejligheder, almennyttige boliger og mindre forretninger.

## Kultur
I Odense Havn foreligger der mange forskellige kulturinstitutioner og kunstinstallationer. 
I 2012 blev det Nordatlantiske Hus bygget. Huset er et samarbejde mellem Det Grønlandske Hus i Odense og Odense kommune. Det blev bygget i forbindelse med, at havnen udviklede sig. Der bliver afholdt en forskellig del af kulturelle begivenheder i huset. Endvidere er der etableret 25 ungdomsboliger i huset. 
Endvidere står der en skulptur af HC. Andersen i havnen. Denne blev oprindeligt placeret i havnen, pga en protest af kunstneren Jens Galschiøt, som var utilfreds med Odense kommunes dårlige håndtering af en kunstprojekt, som kunstneren havde lavet. Dette skete ved, at kunstneren bragte skulpturen på en hestevogn, hvor den bagefter blev smidt i havnen. 